# Meniška vas
Meniška vas je naselje v Občini Dolenjske Toplice.